# Vauriens (bande dessinée)
Pour les articles homonymes, voir Vauriens.
Vauriens est une série de bande dessinée.

## Description

### Résumé
Dans un royaume imaginaire, à une époque non définie, un roi est condamné à mort par son peuple mais il parvient à confier à une fillette prénommée Justine, deux statuettes qui constituent la source de son pouvoir : la Clémence et la Tourmente. Mais, à cette époque trouble, les routes sont dangereuses. Elle rencontrera sur son chemin Pop, un jeune orphelin lanceur de couteaux qui tombera amoureux et l'aidera dans sa quête,.

### Personnages
- Justine, la jeune fille
- Pop, le lanceur de couteaux
- Dame Brèche-dent, la guérisseuse

## Auteurs
- Scénario : Luc Brunschwig
- Dessins : Laurent Cagniat
- Couleurs : Fabrys (tome 3), Claude Guth (tomes 1 et 2)

## Albums
- Tome 1 : Pop bras d'argile (1995)
- Tome 2 : Dame Brèche-Dent (1997)
- Tome 3 : Justine des Dieux (2002)

## Publication

### Éditeurs
- Delcourt (Collection Terres de Légendes) : Tomes 1 à 3 (première édition des tomes 1 à 3).